# Marruecos en los Juegos Mundiales de Breslavia 2017
Marruecos fue uno de los 102 países que participaron en los Juegos Mundiales de 2017 celebrados en Breslavia, Polonia.
La delegación de Marruecos estuvo compuesta por quince atletas, que compitieron en seis deportes distintos.
Marruecos terminó los Juegos Mundiales con un total de tres medallas, una de oro y dos de bronce.
Dos de ellas fueron en deportes oficiales y se tomaron en cuenta para el medallero oficial donde Marruecos ocupó la posición 37. 
La última fue en un deporte de exhibición y sólo se tomó en cuenta para el medallero de estas disciplinas, donde Marruecos ocupó la posición 22.
| Oro | Plata | Bronce |
| --- | ----- | ------ |
| 1   | 0     | 2      |

## Delegación

### Billar
| Deportista          | Prueba | Octavos de final | Octavos de final | Cuartos de final | Cuartos de final | Semifinal | Semifinal | Final / Tercer puesto | Final / Tercer puesto | Posición  |
| Deportista          | Prueba | Oponente         | Resultado        | Oponente         | Resultado        | Oponente  | Resultado | Oponente              | Resultado             | Posición  |
| ------------------- | ------ | ---------------- | ---------------- | ---------------- | ---------------- | --------- | --------- | --------------------- | --------------------- | --------- |
| Masculino           |        |                  |                  |                  |                  |           |           |                       |                       |           |
| Ameur Abdelati Riad | Pool   | # Albin Ouschan  | 1:11             | Eliminado        | Eliminado        | Eliminado | Eliminado | Eliminado             | Eliminado             | Eliminado |

### Bochas
| Femenil          |                             |    |   |           |           |           |           |
| Fatiha Targahoui | Pelota Leonesa de precisión | 15 | 6 | eliminada | eliminada | eliminada | eliminada |

### Ju-Jitsu
| Masculino           |                       |                                  |       |                             |       |                  |       |                                  |       |                   |
| Seif Eddine Houmine | +94 kg Ne-Waza        | # Frederic Grevais Eugene Husson | 100:0 | # Danny Andre Feliz Capitao | 100:0 | # Yahya Alhamada | 100:0 | # Frederic Grevais Eugene Husson | 100:0 | Medalla de oro    |
| Seif Eddine Houmine | Clase abierta Ne-Waza | # Haidar Raza Abbas              | 50:0  | # Abdulbari Guseinov        | 3:0   | # Faisal Alketbi | 0:2   | # Wim Deputter                   | 3:0   | Medalla de bronce |

### Karate
| Masculino     |               |                  |     |                 |     |                 |     |                    |     |                 |     |   |
| Achraf Ouchen | Kumite 84 kg. | # Andjelo Kvesic | 5:3 | # Michael Babos | 6:7 | # Kenny Guillem | 9:4 | # Sajjad Ganjzadeh | 2:3 | # Michael Babos | 0:8 | 4 |

### Kickboxing
| Masculino               |           |                      |                |                  |           |                        |           |                   |           |           |
| Mohammed Darkaoui       | K1 +91kg  | # Saygili Hamdi      | No se presentó | eliminado        | eliminado | eliminado              | eliminado | eliminado         | eliminado | eliminado |
| Tawfik El Yacoubi       | K1 91kg   | # Pavel Voronin      | 0:3            | eliminado        | eliminado | eliminado              | eliminado | eliminado         | eliminado | eliminado |
| Aziz El Felak           | K1 86kg   | # Mesud Selimovic    | 1:2            | eliminado        | eliminado | eliminado              | eliminado | eliminado         | eliminado | eliminado |
| Mohamed Lazrak          | K1 75kg   | # Wallace Lopez      | 1:2            | eliminado        | eliminado | eliminado              | eliminado | eliminado         | eliminado | eliminado |
| Saad Qabissi            | K1 71kg   | # Bruno Gazani       | 0:3            | eliminado        | eliminado | eliminado              | eliminado | eliminado         | eliminado | eliminado |
| Mohamed Ibrahim Sailane | K1 63,5kg | # Kalicki Aleksander | 0:3            | eliminado        | eliminado | eliminado              | eliminado | eliminado         | eliminado | eliminado |
| Femenil                 |           |                      |                |                  |           |                        |           |                   |           |           |
| Soukaina Naili          | K1 65kg   | #Teodora Manic       | 0:3            | eliminada        | eliminada | eliminada              | eliminada | eliminada         | eliminada | eliminada |
| Nabila Tabit            | K1 60kg   | # Shara Khamzina     | 3:0            | # Marta Waliczek | 0:3       | # Natallia Martiukhina | 3:0       | Medalla de bronce |           |           |

### Muay thai
| Masculino            |       |                       |                 |           |           |           |           |           |           |           |           |           |           |           |           |           |           |           |           |           |           |           |           |
| Mohamed Anime        | 71 kg | # Pavel Dzialendzik   | No se presentó. | Eliminado | Eliminado | Eliminado | Eliminado | Eliminado | Eliminado | Eliminado |           |           |           |           |           |           |           |           |           |           |           |           |           |
| Mohamed El Barnoussi | 57 kg | # Aleksandre Abbramov | 27:30           | eliminado | eliminado | eliminado | eliminado | eliminado | eliminado | eliminado | eliminado | eliminado | eliminado | eliminado | eliminado | eliminado | eliminado | eliminado | eliminado | eliminado | eliminado | eliminado | eliminado |
| Femenil              |       |                       |                 |           |           |           |           |           |           |           |           |           |           |           |           |           |           |           |           |           |           |           |           |
| Meriem El Moubarik   | 51 kg | # Janet Todd          | 28:29           | eliminada | eliminada | eliminada | eliminada | eliminada | eliminada | eliminada | eliminada | eliminada | eliminada | eliminada | eliminada | eliminada | eliminada | eliminada | eliminada | eliminada | eliminada | eliminada | eliminada |